# NGC 3949
NGC 3949是位於大熊座的一個無棒螺旋星系，估計它與地球的距離大約是5,000萬光年。

## 超新星
第二型超新星SN 2000db是在NGC 3949中發現的唯一一顆超新星。

## 環境
NGC 3949是M109群的成員之一，這個星系群位於大熊座，擁有50個以上的星系。群中最亮的星系是螺旋星系梅西爾109。